# Jemer medio
El jemer medio es la etapa histórica del idioma jemer tal como existió entre los siglos XIV y XVIII, abarcando el período entre el jemer antiguo y la lengua moderna. El inicio del período del jemer medio coincide aproximadamente con la caída del imperio jemer de Angkor ante el reino de Ayutthaya siamés y el período de la historia de Camboya conocido popularmente como el período post-Angkor. El jemer medio fue una etapa de transición que experimentó cambios relativamente rápidos y dramáticos, especialmente en la fonología, y que culminó con el surgimiento de una lengua reconocible como jemer moderno, aproximadamente coincidiendo con la coronación en 1777 de Ang Eng, padre del rey-poeta Ang Duong.
El jemer se ha escrito en un alfabeto de origen índico desde los siglos VI-VII. El jemer antiguo y los cambios del jemer medio quedaron registrados en una extensa epigrafía que ha permitido reconstruir y estudiar el jemer medio. Durante este período, la lengua perdió las oclusivas sonoras del jemer antiguo, lo que provocó cambios compensatorios profundos en el sistema vocálico. Las vocales del jemer antiguo que seguían a las antiguas oclusivas sonoras permanecieron en su mayoría inalteradas, mientras que las mismas vocales tras las oclusivas sordas originales se bajaron mediante distintos procesos, incluida la diptongación. Además, la pérdida de la "-r" final (casi completa en la mayoría de los dialectos modernos del jemer) y la fusión de la -/s/ silábica final con -/h/ ocurrieron durante el período del jemer medio.
El jemer medio está documentado en una amplia variedad de textos, así como en inscripciones de la época. El jemer medio evolucionó en tres lenguas modernas: el jemer septentrional, el jemer occidental y los diversos dialectos del jemer central, incluido el jemer estándar y el jmer de Vietnam.

## Historia
El "jemer antiguo" describe la lengua tal como existió hasta el siglo XIV. Fue el idioma de tres entidades políticas sucesivas en la región: Funan, Chenla y el Imperio jemer (Angkor), que, en su apogeo, gobernó gran parte del sudeste asiático continental, desde el delta del Mekong hasta el mar de Andamán al oeste, y desde el golfo de Tailandia hasta China al norte. El jemer antiguo era la lengua de los gobernantes jemeres y el idioma de la administración en todo el imperio. Tras el saqueo de Angkor por el Reino de Ayutthaya siamés en el siglo XIV, el Imperio jemer se debilitó irreversiblemente y perdió tanto su hegemonía como su prestigio en la región. Los territorios al norte de las montañas Dangrek se perdieron ante los reinos laosianos, mientras que el oeste y noroeste cayeron en manos de los antecesores de los tailandeses. El delta del Mekong fue perdido ante Vietnam. El centro de la cultura jemer retrocedió hacia el sureste y finalmente quedó reducido a una pequeña cuña entre sus poderosos vecinos, Tailandia y Vietnam, que competían por controlar este estado residual como vasallo.
Es en este contexto, el colapso del Imperio jemer, cuando el jemer antiguo comenzó a evolucionar rápidamente hacia el jemer medio. Todas las variedades modernas del jemer descienden directamente de la "fragmentación de las comunidades lingüísticas" que ocurrió durante el período del jemer medio. Los métodos comparativos aplicados a las variedades modernas, junto con la abundancia de textos en jemer medio, han proporcionado a los lingüistas una buena imagen del jemer medio. Sin embargo, dado que no hay otros descendientes directos del jemer antiguo, los lingüistas deben basarse en el análisis de su epigrafía y ortografía, así como en las descripciones del jemer medio, para reconstruir internamente el jemer antiguo. Si bien esto hace que comprender el jemer medio sea importante, también ha dificultado enormemente la investigación y reconstrucción del proto-jemer.

### Jemer medio temprano
De manera informal, los lingüistas distinguen dos períodos del jemer medio según la disponibilidad de fuentes. La evidencia lingüística datada con certeza entre los siglos XIV y principios del XVII es escasa. Muchos textos en jemer medio no están fechados. La evidencia interna permite estimar un orden cronológico, pero no fechas absolutas. Se supone que muchos de los textos más tardíos corresponden a la época del rey Ang Duong (1789–1859), a quien se atribuye el cbap srei ("Conducta para mujeres"). El análisis de las rimas métricas en la literatura cbap indica que entre los primeros cbap están el ker kala y el kuna cau, que podrían datar del período medio temprano. Muchos de los cambios fonológicos que caracterizan al jemer medio ya estaban consolidados, y otros estaban en proceso, para la época del jemer medio tardío. Por lo tanto, los procesos ocurridos en el período temprano a menudo deben inferirse comparando el jemer antiguo tardío con la lengua de los textos posteriores del jemer medio.

### Jemer medio tardío
El jemer medio tardío es el período del que se tiene más evidencia. Además de inscripciones, existen manuscritos en hoja de palma de múltiples géneros o disciplinas, como crónicas, romances, tratados éticos y manuales técnicos. Para esta época, la sonorización de las oclusivas se había completado y el nuevo inventario vocálico comenzaba a tomar forma.

## Fonología
El inventario fonológico del jemer medio más temprano se asemeja mucho al del jemer antiguo. A continuación se enumeran las consonantes y vocales del idioma antes de que ocurrieran los principales cambios fonéticos. Las oclusivas implosivas sonoras [ɓ] y [ɗ] podrían haber contrastado con [b] y [d], algo bastante raro, o bien estos dos conjuntos podrían haber evolucionado en distintas etapas del jemer medio sin llegar a contrastar nunca. Las vocales entre paréntesis se asume que existían en el jemer medio temprano, pero esto no ha sido probado ni refutado. Además de los núcleos vocálicos listados, había dos diptongos heredados del jemer antiguo, [iə] y [uə], y un tercero, [ɨə], entró en la lengua mediante préstamos del tailandés.
|             |           | Bilabial | Bilabial | Alveolar | Alveolar | Palatal | Palatal | Velar | Velar | Glotal |
| ----------- | --------- | -------- | -------- | -------- | -------- | ------- | ------- | ----- | ----- | ------ |
| Oclusiva    | As pirada | pʰ       | pʰ       | tʰ       | tʰ       | cʰ      | cʰ      | kʰ    | kʰ    |        |
| Oclusiva    | Sorda     | p        | p        | t        | t        | c       | c       | k     | k     | ʔ      |
| Oclusiva    | Sonora    | ɓ        | b        | ɗ        | d        | ɟ       | ɟ       | ɡ     | ɡ     |        |
| Nasal       | Sonora    | m        | m        | n        | n        | ɲ       | ɲ       | ŋ     | ŋ     |        |
| Fricativa   | Sorda     |          |          | s        | s        |         |         |       |       | h      |
| Aproximante | Sonora    | w        | w        | l        | l        | j       | j       |       |       |        |
| Vibrante    | Sonora    |          |          | r        | r        |         |         |       |       |        |

|             | Anterior | Anterior | Central | Central | Posterior | Posterior |
| corta       | larga    | corta    | larga   | corta   | larga     |           |
| ----------- | -------- | -------- | ------- | ------- | --------- | --------- |
| Cerrada     | i        | iː       | ɨ       | ɨː      | u         | uː        |
| Semicerrada | (e)      | eː       | ə       | əː      | (o)       | oː        |
| Semiabierta | (ɛ)      | ɛː       |         |         |           |           |
| Abierta     |          |          | a       | aː      | ɔ         | ɔː        |

El impulso para los principales cambios que ocurrieron durante el jemer medio fue la desonorización de las oclusivas sonoras del jemer antiguo. A diferencia de la lengua moderna, el jemer antiguo contrastaba las oclusivas sonoras /ɡ ɟ d b/ con las sordas /k c t p/ y tenía un sistema vocálico simple, con ocho o nueve monoptongos largos con sus contrapartes cortas y dos diptongos. Las vocales que seguían a la primera serie adquirieron una característica secundaria de fonación susurrada. Así, cuando las dos series consonánticas se fusionaron en su articulación, el contraste se mantuvo en las vocales siguientes. Las vocales tras las oclusivas originalmente sordas se bajaron en calidad, manifestándose en la mayoría de los casos como diptongos con deslizamiento inicial. A medida que avanzaba el cambio, el deslizamiento se convirtió en el núcleo de una nueva vocal. En palabras con /aː/, que no puede bajarse, fue la vocal tras las consonantes antiguamente *sonoras* la que se diptongó.
Esto dejó a la lengua con dos series redundantes de consonantes y un conjunto complementario de vocales contrastantes para cada serie consonántica, duplicando efectivamente el número de núcleos vocálicos en el idioma. Las antiguas oclusivas sonoras se denominan "registro alto", mientras que las antiguamente sordas se llaman "registro bajo". Mientras que cada símbolo vocálico representaba un único valor en el jemer antiguo y el jemer medio temprano, esta reestructuración significó que el registro de la consonante precedente indicaba diferentes pronunciaciones vocálicas. La característica secundaria de fonación susurrada en el registro alto se volvió redundante con el desarrollo de vocales contrastantes para cada serie y se perdió gradualmente en la mayoría de los dialectos hacia la era moderna. La voz susurrada frente a la voz clara aún contrasta en el jemer occidental, y en el jemer central aún puede percibirse en algunas vocales de registro alto, pero es incidental y no transmite significado léxico; los hablantes no son conscientes de ello.
[ɡiː] > [ɡi̤ː]  > [kiː]

[kiː] > [kᵊiː] > [kəi]
[ɟɛː] > [ɟɛ̤ː] > [cɛː]

[cɛː] > [caɛː] > [caɛ] ~ [cae]
[ɡaːŋ] > [ɡa̤ːŋ] > [ɡeaːŋ] (moderno: [kiəŋ])

[kaːŋ] > [kaːŋ] > [kaːŋ]
Existe cierto desacuerdo sobre cuándo se completó este proceso de desonorización y diptongación, pero todas las estimaciones oscilan entre los siglos XVI y XVIII. Jenner, basándose en evidencia interna, propone un rango general entre los siglos XVI y XVIII, concluyendo que no era posible ser más específico debido a la falta de fechas en la mayoría de los textos del jemer medio. Lewitz, analizando transliteraciones extranjeras de "Angkor" (jemer medio: [ʔɔŋgɔːr]), que en el siglo XVI se escribían "Angar" o "Angor" con una ⟨g⟩ y para el siglo XVII se habían convertido en "Anckoor" con una ⟨k⟩, argumenta que la desonorización de las oclusivas ocurrió tarde en el jemer medio, entre los siglos XVI y XVII, y se completó en el XVIII. Vickery, usando el mismo método con una lista más amplia de palabras, concluyó que las transliteraciones españolas y portuguesas de palabras del jemer medio demostraban que la desonorización culminó en las últimas dos décadas del siglo XVI, mucho antes que la estimación de Lewitz.

### Reaparición de las oclusivas sonoras
A pesar de haber perdido las oclusivas sonoras, todas las variedades modernas del jemer surgieron del período del jemer medio con dos en su inventario: /b/ y /d/. En ambos casos, es la oclusiva sorda del jemer antiguo la que ahora es sonora, y sus realizaciones más comunes son implosivas [ɓ] y [ɗ], respectivamente. Un análisis exhaustivo del jemer medio debe explicar tanto cómo, si las oclusivas sonoras se fusionaron con las sordas, solo /b/ y /d/ reaparecieron y tuvieron una evolución distinta de /p/ y /t/, como por qué las oclusivas sordas del jemer antiguo /p/ y /t/ fueron las consonantes que "readquirieron" sonoridad en lugar de la serie originalmente sonora.
Este cambio históricamente ha recibido menos atención por parte de los lingüistas que la evolución de los registros y los complejos sistemas vocálicos. Hipótesis anteriores asumían que el jemer antiguo, similar a otras lenguas del sudeste asiático, tenía, además de */b/ ~ */p/ ~ */pʰ/ y */d/ ~ */t/ ~ */tʰ/, una cuarta serie que era tanto sonora como implosiva ([ɓ], [ɗ]), preglotalizada ([ˀb], [ˀd]) o prenasalizada ([ᵐb], *[ⁿd]). Según estas hipótesis tempranas, dado que el sistema de escritura basado en el índico no tenía símbolos para estos sonidos, las letras del jemer antiguo para /p/ y /t/ cumplían una doble función, representando también esta cuarta serie. A medida que la serie sonora del jemer antiguo se desonorizó en el jemer medio, las letras que antes se usaban para /b/ y /d/ pasaron a indicar pronunciaciones de /p/ y /t/, respectivamente, por lo que las letras para los originales /p/ y /t/ se volvieron redundantes y se usaron solo para la cuarta serie, que luego se normalizó como /b/ ([ɓ]) y /d/ ([ɗ]) como parte de la reestructuración consonántica del jemer medio. Estas hipótesis, basadas en suposiciones sobre el protomon-jemer y conjeturas ortográficas, no tuvieron en cuenta la fonación ni explicaron las complejidades del sistema vocálico.  
Recientemente, han surgido dos teorías sobre cómo ocurrió este aparente "intercambio", ambas integrando elegantemente el fenómeno en el cambio de desonorización y atribuyendo el resurgimiento de las sonoras /b/ y /d/ a los complejos detalles fonológicos de ese proceso. Diffloth propuso un proceso de cinco etapas, presentado en la siguiente tabla según Wayland y Jongman:
| Etapa | Contraste consonántico y vocálico | Contraste consonántico y vocálico | Contraste consonántico y vocálico | Contraste consonántico y vocálico | Notas |
| ----- | --------------------------------- | --------------------------------- | --------------------------------- | --------------------------------- | --- |
| 1     | pV-                               | tV-                               | cV-                               | kV-                               | Jemer medio temprano; las oclusivas sordas y sonoras contrastan; las vocales son iguales independientemente de la sonoridad de la consonante |
| 1     | bV-                               | dV-                               | ɟV-                               | ɡV-                               | Jemer medio temprano; las oclusivas sordas y sonoras contrastan; las vocales son iguales independientemente de la sonoridad de la consonante |
| 2     | pV-                               | tV-                               | cV-                               | kV-                               | las oclusivas sonoras y sordas aún contrastan; las vocales que siguen a consonantes sonoras comienzan a adquirir fonación breathy redundante |
| 2     | bV̤-                               | dV̤-                               | ɟV̤-                               | ɡV̤-                               | las oclusivas sonoras y sordas aún contrastan; las vocales que siguen a consonantes sonoras comienzan a adquirir fonación breathy redundante |
| 2.5   | ɓV-                               | ɗV-                               | cV-                               | kV-                               | etapa intermedia; el contraste entre voz breathy y voz modal se fortalece; las vocales de voz modal fuerzan a /p/ y /t/ precedentes a desarrollar implosión; /ɓ/ contrasta con /b/                                                                       |
| 2.5   | bV̤-                               | dV̤-                               | ɟV̤-                               | ɡV̤-                               | etapa intermedia; el contraste entre voz breathy y voz modal se fortalece; las vocales de voz modal fuerzan a /p/ y /t/ precedentes a desarrollar implosión; /ɓ/ contrasta con /b/                                                                       |
| 3     | ɓV-                               | ɗV-                               | cV-                               | kV-                               | las oclusivas sonoras se desonorizan; el contraste se mantiene por la fonación vocálica; /ɓ/ ahora contrasta con /p/ |
| 3     | pV̤-                               | tV̤-                               | cV̤-                               | kV̤-                               | las oclusivas sonoras se desonorizan; el contraste se mantiene por la fonación vocálica; /ɓ/ ahora contrasta con /p/ |
| 4     | ɓV1-                              | ɗV1-                              | cV1-                              | kV1-                              | la desonorización de las oclusivas se completa; la fonación afecta la calidad vocálica: las vocales de voz modal se bajan y comienzan a diptongarse; las vocales de voz breathy mantienen sus cualidades anteriores; esta etapa tardó más en completarse |
| 4     | pV̤-                               | tV̤-                               | cV̤-                               | kV̤-                               | la desonorización de las oclusivas se completa; la fonación afecta la calidad vocálica: las vocales de voz modal se bajan y comienzan a diptongarse; las vocales de voz breathy mantienen sus cualidades anteriores; esta etapa tardó más en completarse |
| 5     | ɓV1-                              | ɗV1-                              | cV1-                              | kV1-                              | las vocales del primer registro (bajo) se diferencian suficientemente, la fonación redundante pierde contraste y desaparece |
| 5     | pV-                               | tV-                               | cV-                               | kV-                               | las vocales del primer registro (bajo) se diferencian suficientemente, la fonación redundante pierde contraste y desaparece |

| Etapa | Contraste consonántico y vocálico | Contraste consonántico y vocálico | Contraste consonántico y vocálico | Contraste consonántico y vocálico | Notas |
| ----- | --------------------------------- | --------------------------------- | --------------------------------- | --------------------------------- | --- |
| 1     | pV-                               | tV-                               | cV-                               | kV-                               | Jemer medio temprano; las oclusivas sordas y sonoras contrastan; las vocales son iguales independientemente de la sonoridad de la consonante                                                             |
| 1     | bV-                               | dV-                               | ɟV-                               | ɡV-                               | Jemer medio temprano; las oclusivas sordas y sonoras contrastan; las vocales son iguales independientemente de la sonoridad de la consonante                                                             |
| 2     | b̬V-                               | d̬V-                               | ɟ̬V-                               | ɡ̬V-                               | las oclusivas sonoras adquieren voz slack y las sordas se vuelven stiff voiced; las vocales aún no contrastan en fonación; /b̬/ contrasta con /b̥/                                                         |
| 2     | b̥V-                               | d̥V-                               | ɟ̊V-                               | ɡ̊V-                               | las oclusivas sonoras adquieren voz slack y las sordas se vuelven stiff voiced; las vocales aún no contrastan en fonación; /b̬/ contrasta con /b̥/                                                         |
| 2.5   | b̬V-                               | d̬V-                               | ɟ̬V-                               | ɡ̬V-                               | etapa intermedia; las vocales que siguen a consonantes slack comienzan a adquirir fonación breathy redundante; /b̬/ aún contrasta con /b̥/                                                                 |
| 2.5   | b̥V̤-                               | d̥V̤-                               | ɟ̊V̤-                               | ɡ̊V̤-                               | etapa intermedia; las vocales que siguen a consonantes slack comienzan a adquirir fonación breathy redundante; /b̬/ aún contrasta con /b̥/                                                                 |
| 3     | b̬V1-                              | d̬V1-                              | ɟ̬V1-                              | ɡ̬V1-                              | la fonación afecta la calidad vocálica: las vocales de voz modal se bajan y comienzan a diptongarse; las vocales de voz breathy mantienen sus cualidades anteriores; esta etapa tardó más en completarse |
| 3     | b̥V̤-                               | d̥V̤-                               | ɟ̊V̤-                               | ɡ̊V̤-                               | la fonación afecta la calidad vocálica: las vocales de voz modal se bajan y comienzan a diptongarse; las vocales de voz breathy mantienen sus cualidades anteriores; esta etapa tardó más en completarse |
| 4     | ɓV1-                              | ɗV1-                              | cV1-                              | kV1-                              | /b̬/ y /d̬/ desarrollan implosión; las oclusivas pulmónicas se desonorizan; /ɓ/ ahora contrasta con /p/ |
| 4     | pV̤-                               | tV̤-                               | cV̤-                               | kV̤-                               | /b̬/ y /d̬/ desarrollan implosión; las oclusivas pulmónicas se desonorizan; /ɓ/ ahora contrasta con /p/ |
| 5     | ɓV1-                              | ɗV1-                              | cV1-                              | kV1-                              | las vocales del primer registro (bajo) se diferencian suficientemente, la fonación redundante pierde contraste y desaparece                                                                              |
| 5     | pV-                               | tV-                               | cV-                               | kV-                               | las vocales del primer registro (bajo) se diferencian suficientemente, la fonación redundante pierde contraste y desaparece                                                                              |

La segunda teoría, propuesta por Wayland y Jongman, también postula cinco etapas de desarrollo con resultados similares a los de Diffloth, pero alcanzados por medios diferentes. En su segunda etapa, las oclusivas sonoras adquieren una cualidad de voz slack, lo que hace que las vocales siguientes se vuelvan breathy voiced, mientras que las oclusivas sordas se convierten en voz stiff. En la tercera etapa, las oclusivas slack y stiff aún contrastan, y las transiciones de los formantes desde las oclusivas stiff hacia las vocales siguientes comienzan a afectar a las vocales, bajándolas y luego reinterpretándose como diptongación. En la cuarta etapa, la liberación abrupta de la voz stiff condiciona gradualmente a /p/ y /t/ a convertirse en las implosivas sonoras /ɓ/ y /ɗ/, mientras que las slack voiced /b̥/ y /d̥/ se convierten en /p/ y /t/. La fonación breathy redundante se minimiza y se pierde en la mayoría de los dialectos en la quinta fase. En esta propuesta, /b/ y /d/ nunca contrastan con /ɓ/ y /ɗ/, y la mayoría de los dialectos nunca son verdaderamente "lenguas de registro", ya que la fonación vocálica nunca es el único elemento contrastivo.  
En esta teoría, las etapas dos y cuatro son las que tardan más en desarrollarse, y hay superposición entre las etapas. Según los autores, esta teoría explica mejor todos los cambios y procesos fonológicos involucrados, así como la situación actual en el jemer moderno. El cambio está completo en el jemer central, el jemer septentrional y el jmer meridional, las tres variedades modernas que representan la gran mayoría de hablantes de jemer. El jemer occidental todavía se encuentra entre las etapas cuatro y cinco; /b/ y /d/ están presentes, pero muchas vocales no se han diptongado o están en las primeras etapas de diptongación (es decir, aún consisten en un monoptongo más un ligero deslizamiento), y el contraste entre fonación breathy y clara sigue siendo prominente en la mayoría de las vocales, aunque con una carga funcional cada vez menor. Esto se toma como una validación adicional de los mecanismos propuestos en el desarrollo del jemer medio.

### Consonantes finales
El jemer antiguo permitía 15 consonantes en posición final de sílaba, incluyendo /s/ y /r/, además de las 13 permitidas actualmente en el jemer moderno. Las consonantes finales /s/ y /r/ aún se reflejan en la ortografía moderna del jemer, pero durante el período del jemer medio, la /s/ final de sílaba simplemente se desbuccalizó a /h/ y ahora se pronuncia /h/ en todas las variedades modernas, mientras que el destino de la /r/ final no fue tan sencillo. Los textos escritos en verso a lo largo de la era del jemer medio demuestran que el sonido de la /r/ final escrita se confundía con, y probablemente se pronunciaba como o similar a, la /l/ final. En las métricas poéticas, las palabras escritas con /r/ final a menudo se usaban como si rimaran con palabras escritas con /l/ final. De hecho, las rimas /-r : -l/ eran más comunes que las rimas /-r : -r/, especialmente en los primeros años del jemer medio, lo que indica que la /r/ final del jemer antiguo ya se estaba debilitando al comienzo del jemer medio. Esta tendencia continuó gradualmente a lo largo del período del jemer medio, de modo que, en la transición al jemer moderno temprano, se usaban rimas /-r : -Ø/ en lugar de /-r : -l/, lo que coincide con el hecho de que la /r/ final escrita no se pronuncia en el jemer central moderno.
Sin embargo, la pérdida de la /r/ final no fue tan completa como la de la /s/ final. La /r/ final aún se pronuncia prominentemente en el jemer septentrional y por algunos hablantes del jemer occidental. Además, aún son evidentes vestigios de la fusión temprana del jemer medio /r/ > /l/ en el jemer central, donde el jemer medio */kɑntor/ ("rata") se pronuncia /kɑndol/ ~ /kɑndao/, */prampiːr/ ("siete") como /prampɨl/, y */her/ ("picante") como /hɨl/ ~ /haə/. Exceptuando algunos ejemplos similares, la /r/ final escrita en los dialectos modernos del jemer central es silenciosa: */kaːr/ > /kaː/. La realización fonética exacta de la /r/ final en el jemer medio no se ha probado con certeza. Puede haber variado según el dialecto, siendo [r], [l] o [Ø] (silenciosa), aunque las rimas dentro de un mismo texto a menudo sugieren las tres, lo que indica que la pronunciación no era dialectal, sino que el cambio pudo haber ocurrido gradualmente, afectando a la /r/ final en diferentes entornos por etapas hasta que [Ø] ganó prominencia. Jenner sugiere, por inferencia, que la /r/ final escrita pudo haberse pronunciado [ɹl] en el jemer medio temprano.
El resto de las consonantes finales permitidas en el jemer moderno se corresponden bien con las formas escritas del jemer antiguo, lo que sugiere que no cambiaron durante el período del jemer medio.